# デイアンドナイト
『デイアンドナイト』は、2019年1月26日公開の日本映画。山田孝之プロデュース、阿部進之介企画・原案・主演。「人間の善と悪」をテーマに、父の自殺を機に帰郷して父の裏の顔を知った主人公が、人間の二面性に振り回されつつやがて自らも裏稼業に堕ちて行く姿を描く。
公開に先立ち、広島国際映画祭2018に特別招待作品として出品され2018年11月25日にプレミア上映、また全編が撮影された秋田県にて2019年1月19日から先行上映された。

## あらすじ
大手企業の不正を内部告発した父が自殺に追い込まれ、東京の居酒屋で働いていた明石幸次は訃報を聞いて実家へと帰郷する。父の死の真相を探りつつ父が残した負債のため金策に走り、残された母、妹との関係も破綻寸前となる中で、明石の前に児童養護施設のオーナー・北村健一が現れる。
北村の計らいにより養護施設の厨房を任されることとなった明石は、北村が孤児たちを父親のごとく養うかたわらで、孤児たちを養うために非合法な手段で金稼ぎをしていることを知る。「子供たちを生かすためなら犯罪をも厭わない」の信念のもと正義と犯罪を両立する北村に明石は魅せられていき、施設に暮らす少女・大野奈々はそんな明石を気にかけ、心を通わせる。
次第に復讐心に駆られた明石は、父の無念を晴らすべく、やがて善悪の境界線を踏み越えていく。

## キャスト
- 明石幸次：阿部進之介
- 北村健一：安藤政信
- 大野奈々：清原果耶
- トモコ：小西真奈美
- 友梨佳：佐津川愛美
- 深水元基
- 藤本涼
- 笠松将
- 池端レイナ
- 山中崇
- 淵上泰史
- 明石和幸：渡辺裕之
- 明石京子：室井滋
- 三宅良平：田中哲司

## スタッフ
- 企画・原案：阿部進之介
- 脚本：藤井道人、小寺和久、山田孝之
- 監督：藤井道人
- プロデューサー：山田孝之、伊藤主税、岩崎雅公
- アソシエイトプロデューサー：平野宏治、赤穂祥之、近藤康洋
- エグゼクティブプロデューサー：市丸隆二郎、吉田正大、新井重人、中島一郎、三股一彦、松尾悦朗、山本正典、本田晋一郎、大川俊介
- ラインプロデューサー：角田道明
- 撮影：今村圭佑
- 編集：古川達馬
- 助監督：逢坂元
- 音楽：堤裕介
- 主題歌：大野奈々「気まぐれ雲」（作詞・作曲・プロデュース：野田洋次郎）
- 制作担当：櫻井紘史
- 制作プロダクション：and pictures
- 制作協力：プラスディー、BABEL LABEL
- 特別協力：See Visions　メルデジタル
- 特別制作協力：beachwalkers.
- 製作：映画「デイアンドナイト」製作委員会(日本観光、INSPA、光建設、メリーサングローバルエンタテインメント、マツオ電設、h.o.o、グランマーブル、プラスディー、and pictures、大川興業、日活)
- 配給：日活

## 受賞歴
- 第32回日刊スポーツ映画大賞・石原裕次郎賞 新人賞（清原果耶）[注 1][6]